# Klaus Kandt
Klaus Kandt (* 17. Mai 1960 in Stuttgart als Klaus Gass) ist ein ehemaliger deutscher Polizeibeamter, dabei mehrfacher Polizeipräsident und politischer Beamter. Von 2019 bis 2020 war er Staatssekretär im Ministerium des Inneren und für Kommunales Brandenburg.

## Beruflicher Werdegang
Kandt legte 1979 das Abitur in Stuttgart ab und absolvierte im Anschluss von 1979 bis 1982 den Vorbereitungsdienst der gehobenen Laufbahn beim damaligen Bundesgrenzschutz.
Nach einer Qualifizierung wurde er Angehöriger der Spezialeinheit GSG 9 und wechselte später zum Spezialeinsatzkommando der Berliner Polizei, bei dem er von 1986 bis 1990 Teamführer war.
1993 wechselte er, nach Aufstiegsausbildung für den höheren Dienst, erneut und übernahm bei der Polizei Brandenburg die vakante Stelle des Leiters der Spezialeinheiten. Mitte 2002 wurde Kandt im Rahmen der Polizeireform Leiter des Führungsstabes und Polizeivizepräsident in Frankfurt (Oder).

### Polizeipräsident
Am 1. Februar 2005 wurde er in Frankfurt (Oder) Polizeipräsident. Auf Beschluss der Landesregierung Brandenburg wechselte Kandt am 17. Juli 2007 als Nachfolger von Bruno Küpper als Polizeipräsident nach Potsdam.
Von 2008 bis 2012 war Kandt Präsident der Bundespolizeidirektion Berlin.
Am 17. Dezember 2012 wurde er von Innensenator Frank Henkel zum Polizeipräsidenten in Berlin ernannt. Im April 2015 trat er aus der Gewerkschaft der Polizei aus, weil aus seiner Sicht die Gewerkschaft kein Interesse daran zeigte, die rechtspopulistische Vergangenheit des GdP-Pressesprechers Steve Feldmann aufzuklären oder auch nur zu untersuchen.
Am 26. Februar 2018 wurde er von Innensenator Andreas Geisel mit sofortiger Wirkung vorzeitig in den Ruhestand versetzt. Geisel nannte als Grund dafür, er habe nicht mehr das Vertrauen, dass Kandt für Erneuerung stehe, und sprach in der Frage von Erneuerung bei der Berliner Polizei über den Fall Anis Amri.
Seit August 2019 war er neuer Berater des Bundesverbandes Verkehrssicherheitstechnik (BVST).

### Staatssekretär
Seit dem 20. November 2019 war Kandt Staatssekretär für Inneres im Ministerium des Innern und für Kommunales Brandenburg im Kabinett Woidke III. Im Oktober 2020 bat er überraschend aus persönlichen Gründen um die Versetzung in den einstweiligen Ruhestand.

## Privates
Kandt ist verheiratet und lebt mit seiner Frau und den drei Kindern seit 1986 in Berlin.